# Тишковский сельсовет
Тишковский сельский совет — муниципальное образование в составе Володарского района Астраханской области, Российская Федерация. Административный центр — село Тишково.
Сельсовет образован 04.02.1997 года на основании Закона РФ «Об организационных основах местного самоуправления в РФ».

## Географическое положение
Граница сельсовета проходит в северо-восточном направлении по смежеству с Сизобугорским сельсоветом от точки пересечения рек Нижнее Белужье и Белужье вверх по безымянному ерику на 1850 м, поворачивает на восток по суходолу, пройдя 80 км, пересекает бугор Бибиков, поворачивает на юго-восток 700 м до ерика Буяновский проток. Далее начинается смежество с селом Зеленга. Здесь граница проходит на северо-восток по суходолу 1470 м, затем на северо-запад 570 м, далее на северо-восток 1670 м, до безымянного ерика и по нему вдоль села Красное и затем по суходолу 150 м, до безымянного ерика, пересекает его и далее по суходолу на юго-восток 3680 м до безымянного канала, проходит вниз по каналу 2400 м до его впадения в Белинский канал, где смежество с селом Зеленга заканчивается и начинается смежество с селом Маково. Далее граница проходит вниз по Белинскому каналу 3000 м, огибает в юго-западом направлении два массива госленфонда, затем вниз по протоке Золотое дно проходит 1700 м, до впадения в канал Белинский 5950 м, где смежество с селом Маково заканчивается и начинается смежество с селом Цветное. Здесь граница идет на юго-восток по каналу 7000 м, до границы с Каспийским морем и далее по границе на юго-запад 9200 м, затем на юг 5800 м, далее на запад 12200 м, где начинается смежество с Камызякским районом. Здесь граница проходит в северо-западном направлении вверх по каналу примерно 32570 м, до слияния с ериком Тишковская протока, проходит 1080 м, до безымянного ерика, возвращается по нему на северо-запад до его впадения в Ильмень, примерно 1040 м, затем граница идет по Ильменю 2250 м, до пересечения с ериком Проран. Затем граница поворачивается на северо-восток и проходит по ерику Проран 950 м, после поворачивает на северо-восток, проходит по суходолу 390 м, затем на северо-запад до точки пересечения рек Нижнее Белужье и Белужье и до первоначальной точки.

## Население
| 2010  | 2012  | 2013  | 2014  | 2015  | 2016  | 2017  |
| ----- | ----- | ----- | ----- | ----- | ----- | ----- |
| 2092  | ↘2068 | ↘2044 | ↘2005 | ↘1984 | ↘1901 | ↘1872 |
| 2018  | 2019  | 2020  | 2021  |       |       |       |
| ↘1825 | ↘1797 | ↘1757 | ↘1552 |       |       |       |

Национальный состав:
- Русские — 1841 чел.
- Казахи — 328 чел.
- Татары — 19 чел.
- Табасаранцы, узбеки — 4 чел.
- Даргинцы — 3 чел.
- Удмурты, гагаузы, чуваши — 1 чел.

## Состав
В состав поселения входят следующие населённые пункты:
| Населённый пункт               | Население, человек (2010) | Число семей (2010) |
| ------------------------------ | ------------------------- | ------------------ |
| Тишково, село посёлок          | 1718                      | 647                |
| Красный, посёлок               | 184                       | 51                 |
| Форпост Староватаженский, село | 300                       | 97                 |

## Хозяйство
На территории сельсовета действуют колхоз «Астраханец» (вылов и переработка рыбы), ООО «Тишковрыба» (рыбопереработка), участок «Тишково» РА «Дельта плюс» (вылов и переработка рыбы), КФК Соковой Т. П. (животноводство), работает около 20 магазинов.

## Объекты социальной сферы
МБОУ «Тишковская СОШ», Филиал ГБУЗ АО «Володарская ЦРБ» «Тишковская участковая больница» Тишковская сельская библиотека МУ «Тишковский сельский дом культуры» Отделение «Почта России».